# 中央大学ビジネススクール
中央大学大学院戦略経営研究科（ちゅうおうだいがくだいがくいん せんりゃくけいえいけんきゅうか）または中央大学ビジネススクール（Chuo Graduate School of Strategic Management, 略称：CBS）は、中央大学大学院に設置されている研究科の一つであり、ビジネススクールである。
中央大学が設置している2つの専門職大学院のひとつ。経営修士（専門職）（MBA）と、ビジネス科学専攻（博士後期課程）（DBA, Ph.D）の二つの課程が設けられている。
2008年4月に開設され、MBA修了生の数は2024年9月現在で約1150名。校地は中央大学駿河台キャンパス（東京都千代田区神田駿河台3-11-5）にある。2022年にAMBAを取得し、平日夜間オンライン＋土日対面授業を開始している。

## 概要
2004年9月から、中央大学出身の経済人が組織する「南甲倶楽部」（名誉会長：鈴木敏文〈セブン&アイホールディングス会長〉、会長：足立直樹　凸版印刷株式会社代表取締役会長）が、中央大学に経営者を招く寄付口座「経営革新講座」を開催する。2008年3月に南甲倶楽部の推進により中央大学ビジネススクール（CBS）が設置され、4月に開学。
戦略経営の理論と企業の実務の橋渡しを旨とする、ビジネスパーソンに特化したビジネススクールである。1年間を4回に分けたクォーター制度を採用しており、「ミニセメスター」と呼ばれる一学期は7-8週間で完結する。1回の講義は原則的に5分の休憩をはさんで、100分×2＝200分で構成されている。平日夜（18:30〜22:00)はオンライン授業、土日は駿河台キャンパスで対面授業を実施しているのが大きな特徴のひとつである。
2017年に10周年を迎えたことを機に、次の10年の基本方針を考えるNeXT10プロジェクトが始動した。このプロジェクトでは、行動する知性・Knowledge into Actionに立ち戻り、チェンジリーダーを育成する新しいカリキュラムがデザインされた。
この10周年を機に設立されたカリキュラムの柱は、（１）アクション＆リフレクションと（２）フィールドラーニングである。（１）アクション＆リフレクションとは、「ビジネススクールで学んだ知識をどのように職場での実践で活かせばいいのか」という多くの学生が直面する現実に向き合うため開発された、世界初のオリジナルプログラムである。また、（２）フィールドラーニング（FL）は、具体的な企業の現場に入り込み、問題発見・問題解決に取り組む講義形式である。FLでは、教員と受講生がインタラクティブな意見交換をしながら、収集したデータから当該企業のアクション（実践）につなげることが試みられている。2025年度からは、海外におけるフィールドラーニング（グローバルイノベーション）を開始している。

## 専攻
修士課程（MBA）（戦略経営研究科戦略経営専攻　専門職学位課程）
2年制の専門職大学院。4月入学（定員50名）、9月入学（定員30名）であり、年2回入学式と修了式が行われる。「戦略」「マーケティング」「人的資源」「ファイナンス」「経営法務」の5つの分野を学修できる。出願資格は入学時までに3年以上の就業経験を有する者とされている。
給付奨学金制度として、特別給付奨学金（入学金を除く学費相当額を支給）、第一種給付奨学金制度（1年間100万円）、第二種給付奨学金（50万円もしくは30万円支給）があり、この他に特別貸与奨学金（希望者全員に最大で250万円貸与）がある。
博士課程（DBA）（戦略経営研究科ビジネス科学専攻）
博士（経営管理）または博士（学術）取得を目指す3年制の博士後期課程プログラム。3年以上在学し16単位を修得、博士論文の審査と最終試験に合格し、教授会の議を経て博士学位が授与される。
目的
戦略経営研究科の目的は「組織の戦略経営に関する分野における深い学識及び卓越した能力を培うとともに、専攻分野における教育・研究活動その他の高度の専門性を必要とする業務を遂行することのできる人材の養成を目的」である。戦略経営専攻においては、「学術的な研究に基づいた理論と実践の教育・研究を行い、高度専門職業人としての深い学識と卓越した能力を兼ね備えたプロフェッショナルの養成を行うこと」が目的と定められている。ミッションは「戦略経営を実践し、自分を変え組織を変え社会を変えるチェンジ・リーダーを育成する」と定められている。

## 戦略経営アカデミー
中央大学ビジネススクールが実際の授業で展開しているMBAプログラムをベースにした、ビジネスパーソン向けに短期講座プログラム（有料）として「中央大学ビジネススクール戦略経営アカデミー」が提供されている。授業は、短期（2-6回）である。

## キャンパスと施設
中央大学の後楽園キャンパス3号館に所在していたが、2023年に、駿河台キャンパス（東京都千代田区神田駿河台3-11-5）の新築校舎に移転した。

## 教員
主な専任教員と担当科目は以下の通り。
- 遠山亮子（教授、戦略分野、経営戦略論基礎他)
- 露木恵美子（教授、戦略分野、戦略と組織他）
- 犬飼知徳（教授、戦略分野、戦略と組織他）
- 真野俊樹（教授、戦略分野、ヘルスケアマーケティング他）
- 生稲史彦（教授、戦略分野、技術開発マネジメント論他）
- 新藤晴臣（教授、戦略分野、コーポレート・アントレプレナーシップ他）
- 竹田陽子（教授、戦略分野、ビジネスモデル戦略論他）
- 中村博（教授、マーケティング分野、流通営業戦略他）
- 阿部誠（教授、マーケティング分野、消費者行動論他）
- 金雲鎬（教授、マーケティング分野、デジタル時代におけるマーケティング戦略他）
- 高村静（教授、人的資源分野、人的資源管理他）
- 島貫智行（教授、人的資源分野、戦略的人的資源管理論他）
- 宮永雅好（特任教授、ファイナンス分野、コーポレートファイナンス他）
- 石崎篤史（特任教授、ファイナンス分野、企業会計とコーポレートファイナンスの基礎他）
- 杉浦宣彦（教授、経営法務分野、経営法務他）
- 吉田愛　(特任准教授、経営法務分野、グローバル経営法務他）
- 郭天宝（助教、講義支援）

## 評価
- 2012年に公益財団法人大学基準協会 による「経営系専門職大学院認証評価」を受審し、同協会が定める経営系専門職大学院基準に「適合」の認証評価を受けた。2017年、2022年にも大学基準協会の認証評価を受審し、「適合」との評価を受けている。
- ビジネス教育の国際認証機関であるAMBA（The Association of MBAs：英国）より、国際認証を取得している。 AMBAビジネス教育の国際認証とは、国際的な第三者機関による認証評価を通じて、ビジネススクールの教育研究活動の質を担保するものである。この国際認証の取得によりCBS（中央大学ビジネススクール）は、世界トップクラスのビジネススクールと並び、教育研究活動の質が担保されるほか、本認証への対応を通じて、教育の質の不断なる改善が必要となる。